# 1998 год в телевидении
Список 1998 год в телевидении описывает события в мире телевидения, произошедшие в 1998 году.

## События

### Январь
- 1 января
  - На канале «ОРТ» вышла третья часть новогоднего музыкального фильма «Старые песни о главном 3».
  - Телеканал «ТВ-6» отмечал свой юбилей — 5 лет в эфире.
  - Начало вещания ТНТ[1][2][3][4].
  - «24 канал» начал ретрансляцию программ «Cartoon Network» вместо «CNN».
  - Начало вещания екатеринбургского телеканала «ОТВ».
  - Смена логотипа белорусского телеканала «БТ».
- 3 января — В эфир телеканала «РТР» начинает выходить интерактивная телеигра «Позвоните Кузе».
- 4 января — На канале «ТНТ» состоялась премьера детективного телесериала «Улицы разбитых фонарей».
- 12 января — Последний день вещания екатеринбургского телеканала «СТК-24».
- 18 января — На канале «ОРТ» вышел в эфир детский блок «Дисней-клуб».
- 19 января
  - Начало вещания в Абакане телеканала «ТВ-40».
  - Начало вещания в Приднестровье «Бендерского телевидения».

### Февраль
- 1 февраля — Начало вещания краснодарского телеканала «МТРК Краснодар».
- 2 февраля
  - Начало вещания международного познавательного телеканала «Viasat Nature».
  - На «REN-TV» начинают выходить информационные выпуски новостей[5][6].
- 7 февраля — Смена логотипа и названия украинского телеканала «УТ-1» в «Первый Национальный».
- 12 февраля — Решением акционеров ЗАО «ОРТ» было преобразовано в ОАО[7].
- 28 февраля — На «ТВ-6» вышел последний выпуск трешовой программы Дрёма[уточнить].

### Март
- 1 марта — 
  - Начало вещания курского телеканала «КРТ».
  - Начало вещания телеканала «BIZ-TV» на частотах телекомпаний «Телеэкспо» (33 ТВК, ночью и утром) и «Энергия-ТВ» (38 ТВК, днём и вечером) в Москве и «Нового канала», заменившего собой «51 канал», в Санкт-Петербурге.
- 2 марта — Смена графического оформления московского телеканала «Московия».
- 5 марта — Начало вещания французского телеканала «M6 Music».
- 10 марта — Решение акционеров было преобразовано из ТОО в ОАО «Телекомпания НТВ»[8].
- 13 марта — Телеканал «PBS» перешёл на круглосуточное вещание.
- 14 марта — На «РТР» появилось ток-шоу о поисках близких людей «Жди меня» под названием «Ищу тебя»[9].
- 21 марта — Начало вещания французского музыкального телеканала «Mezzo»[10].
- 23 марта
  - Начало вещания пермского телеканала «ТНТ-Пермь».
  - Первый выпуск рубрики информационной программы сегодня на НТВ «Погода» с новой музыки и использовался до 3 февраля 2005 года.

### Апрель
- 1 апреля — Запущена международная версия японской информационной телесети «NHK» — NHK World.
- 4 апреля — Вышла в эфир телепередача «Абажур».
- 19 апреля — Начало вещания телеканала «IDB2».
- 24 апреля — Начало вещания украинского музыкального телеканала OTV.

### Май
- 4 мая — Начало вещания телеканала «Прометей АСТ».
- 25 мая — Начало вещания новосибирского «49 канала».

### Июнь
- 3 июня — Начало вещания в Салехарде ОГТРК «Ямал-Регион».
- 7 июня — На телеканале «ТВ Центр» выходит первый выпуск программы «Постскриптум».

### Июль
- 6 июля — Смена графического оформления и часов на «ТВ-6».
- 15 июля — Начало вещания украинского «Нового канала»[11].

### Август
- 1 августа
  - Смена логотипа и названия петербургского телеканала «Петербург — 5 канал» в «ТРК Петербург».
  - Смена логотипа и графического оформления телеканала «ТВ-3».
- 12 августа — Начало вещания ТВ-3 (в Москве).
- 31 августа
  - Смена логотипа телеканала «Московия».
  - Смена логотипа екатеринбургского «Четвёртого канала» на современное (за авторством Дмитрия Костарева).[12]

### Сентябрь
- 1 сентября
  - Смена названия российского телеканала «REN-HBC» в «REN-TV».
  - Начало вещания первого школьного славгородского «Школьный проект».
- 2 сентября — На «РТР» вышла в эфир музыкальная телеигра «Два рояля»[13].
- 6 сентября — На «REN-TV» выходит первый выпуск программы «Военная тайна» с Игорем Прокопенко.
- 7 сентября — Смена положения логотипа на «НТВ», он был поднят немного вверх.
- 14 сентября
  - Начало вещания омского «12 канала».
  - Смена логотипа и графического оформления на «РТР».
- 25 сентября
  - Начало вещания телеканала «MTV Россия».
  - Смена логотипа и графического оформления турецкого телеканала «TGRT».

### Октябрь
- 3 октября — Смена графического оформления на «ОРТ».
- 10 октября
  - Смена графического оформления и часов телеканала «НТВ» к 5-летию.
  - Вышел первый выпуск с первым обновлёнными декорациями программы «Сто к одному» на «РТР».
- 16 октября — На канале «НТВ» вышла в эфир документальная программа «Профессия — репортёр».
- 26 октября
  - Начало вещания красноярского «29 канала».
  - Смена логотипа и названия екатеринбургского телеканала «РТК-29» в «РТК».
  - Смена логотипа и графического оформления международного телеканала «Euronews».

### Ноябрь
- 9 ноября — на ТВ-6 вышла в эфир информационно-развлекательная программа День за днем
- 15 ноября — Начало вещания телеканала «Nickelodeon Russia».
- 21 ноября — На «ОРТ» вышел последний выпуск телеигры «Золотая лихорадка» с Леонидом Ярмольником.
- 23 ноября — Изменился логотип «НТВ», он стал немного выпуклым и отбрасывал тень.
- 24 ноября
  - Начало вещания парламентского информационного телеканала «Рада», созданной Верховной Радой Украины[14].
  - Смена логотипа тюменского телеканала «Ладья».
- 30 ноября 
  - Новосибирский телеканал «НТН-4» начал ретрансляцию телеканала «REN-TV».
  - Начало вещания краевого телеканала «Губерния».

### Декабрь
- 14 декабря — Возвратная смена логотипа телекомпании «Телеэкспо».
- 22 декабря — Последний выпуск программы «Ищу тебя» вышел на «РТР».
- 25 декабря — Ханты-Мансийский телеканал «Югра» начал вещание[15].
- 27 декабря — Начало вещания российского образовательного телеканала «СГУ-ТВ».
- 28 декабря — Смена логотипа «ТНТ» на синий.

## Родились
- 17 июня — Анастасия Махина — российская телеведущая.

## Скончались
- 16 сентября — Александр Згуриди — основатель и 1-й ведущий передачи В мире животных, режиссёр научно-популярного кино.